# 음력 12월
음력 12월(陰曆十二月) 또는 도월(塗月), 극월(極月)은 음력에서 열두 번째(마지막) 달로, 섣달이라고도 한다. 1년 중 가장 추운 시기이기도 하다. 해가 지난 뒤 “지난해 섣달”을 가리킬 때는 구랍(舊臘)이라고 한다.
이 달에는 중기인 대한과 절기인 소한 혹은 입춘이 들어 있다.
월건은 축(丑)이다.

## 기념일, 연중행사
- 말일(29일 또는 30일) - 섣달그믐

## 같이 보기
- 음력 360일